# Análise literária
A análise literária é o processo de compreensão de uma obra de ficção.
Etapas
Análise das personagens:
1. física;
2. psicológica;
3. da protagonista;
4. da antagonista;
5. das personagens secundárias.

Análise de tempo e espaço
- Relacionar com o contexto histórico da época.

Análise do enredo
1. Foco narrativo.
2. A temática (lembranças e tormentas).
3. Retrato da sociedade (se há verossimilidade).

Análise da linguagem
1. Discurso.
2. Descrição.
3. Tipos de linguagem empregados.
4. Recursos linguísticos.